# 商人法庭
43°46′11.03″N 11°15′24.89″E / 43.7697306°N 11.2569139°E

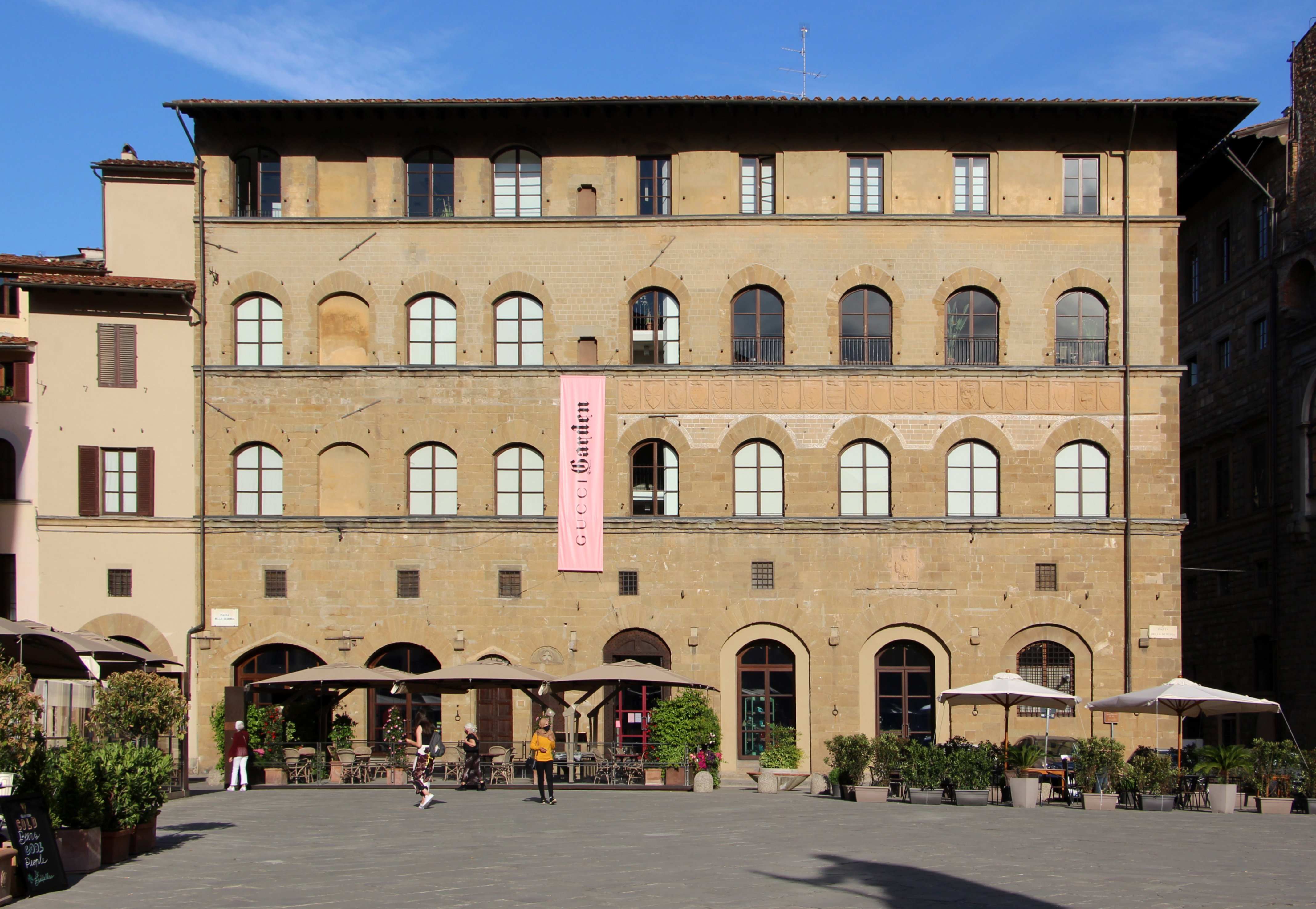
商人法庭

商人法庭（Tribunale della Mercanzia）位于佛罗伦萨领主广场，科西莫一世骑马雕像的后面。它建于1359年，1905年修复。
法庭由6名外地律师和6名选自行会的市民顾问组成，来判断佛罗伦萨商人在世界任何地方的争议，以及各行会之间的争议。
在古时，正立面的前面有一个门廊，塔德奧·加迪所绘的La Verità che cava la lingua alla Bugia，以及桑德罗·波提切利和安东尼奥·波拉尤奥罗所绘的一系列“美德”，现在收藏在乌菲兹美术馆。前面写着：“Omnis sapientia a Domino Deo est”。上面是刻在石头上的耶稣像，和各大小行会的徽章。
法庭拥有via de' Calzaiuoli街上的佛罗伦萨圣弥额尔教堂的中央壁龛，在那里安放了安德烈·德尔·委罗基奥的《基督与多马》雕像。
这座建筑设有农业局。